# Catena sottomarina di Cobb-Eickelberg
La catena sottomarina di Cobb-Eickelberg è una catena di montagne sottomarine situata nell'Oceano Pacifico settentrionale e formata dall'attività del punto caldo di Cobb. 
La catena si estende verso sudest nella placca pacifica, con inizio alla fossa delle Aleutine e termine al vulcano sottomarino Axial Seamount, situato nella dorsale di Juan de Fuca. La catena ha una lunghezza complessiva di circa 1.200 km. 
La placca pacifica si muove verso nordovest al di sopra del punto caldo, cosicché l'età delle montagne delle catena diminuisce andando verso sudest.
Le più studiate tra le montagne sottomarine che costituiscono la catena sono Axial Seamount, Brown Bear Seamount, Cobb Seamount e Patton Seamount. La catena comprende molti altri rilievi che non sono ancora stati esplorati.
L'Axial Seamount è il più giovane dei vulcani che costituiscono la catena ed è situato a circa 480 km a ovest della cittadina di Cannon Beach, nell'Oregon.
La datazione argon-argon del basalto recuperato dal Cobb Seamount, mostra che ha un'età di circa 3,3 milioni di anni.

## Formazione
Le montagne sottomarine si formano nei punti caldi. Sono aree isolate all'interno delle placche tettoniche dove pennacchi di magma risalgono attraverso la crosta e eruttano alla superficie. Questo fenomeno dà luogo alla formazione di vulcani e montagne sottomarine. 
Il punto caldo di Cobb è situato nella dorsale di Juan de Fuca, nell'Oceano Pacifico. La placca pacifica si muove in direzione nordovest a una velocità di circa 5,5 cm per anno. Eventi vulcanici periodici hanno provocato eruzioni di magma sul fondale oceanico dando così luogo alla formazione dei seamount, le montagne sottomarine. L'attività vulcanica più recente è stata registrata nell'Axial Seamount, che si trova proprio al di sopra del punto caldo. Il flusso magmatico complessivo derivante dal punto caldo di Cobb è di 0,3 m3 all'anno.
Anche se attualmente il punto caldo di Cobb si trova al di sotto della dorsale di Juan de Fuca, non è sempre stato così. Esso andò al di sotto della dorsale di Juan de Fuca quando la placca pacifica cominciò a muoversi verso nordovest e il suo margine andò a finire proprio al di sopra del punto caldo.
Attualmente l'Axial Seamount è l'unico vulcano attivo della catena e la sua eruzione più recente è avvenuta tra l'aprile e il maggio 2015.